# Mezoregion Norte Mato-Grossense

Mezoregion Norte Mato-Grossense

Mezoregion Norte Mato-Grossense – mezoregion w brazylijskim stanie Mato Grosso, skupia 55 gmin zgrupowanych w ośmiu mikroregionach. 

## Mikroregiony
- Alta Floresta
- Alto Teles Pires
- Arinos
- Aripuanã
- Colíder
- Paranatinga
- Parecis
- Sinop